# Plumpy'nut

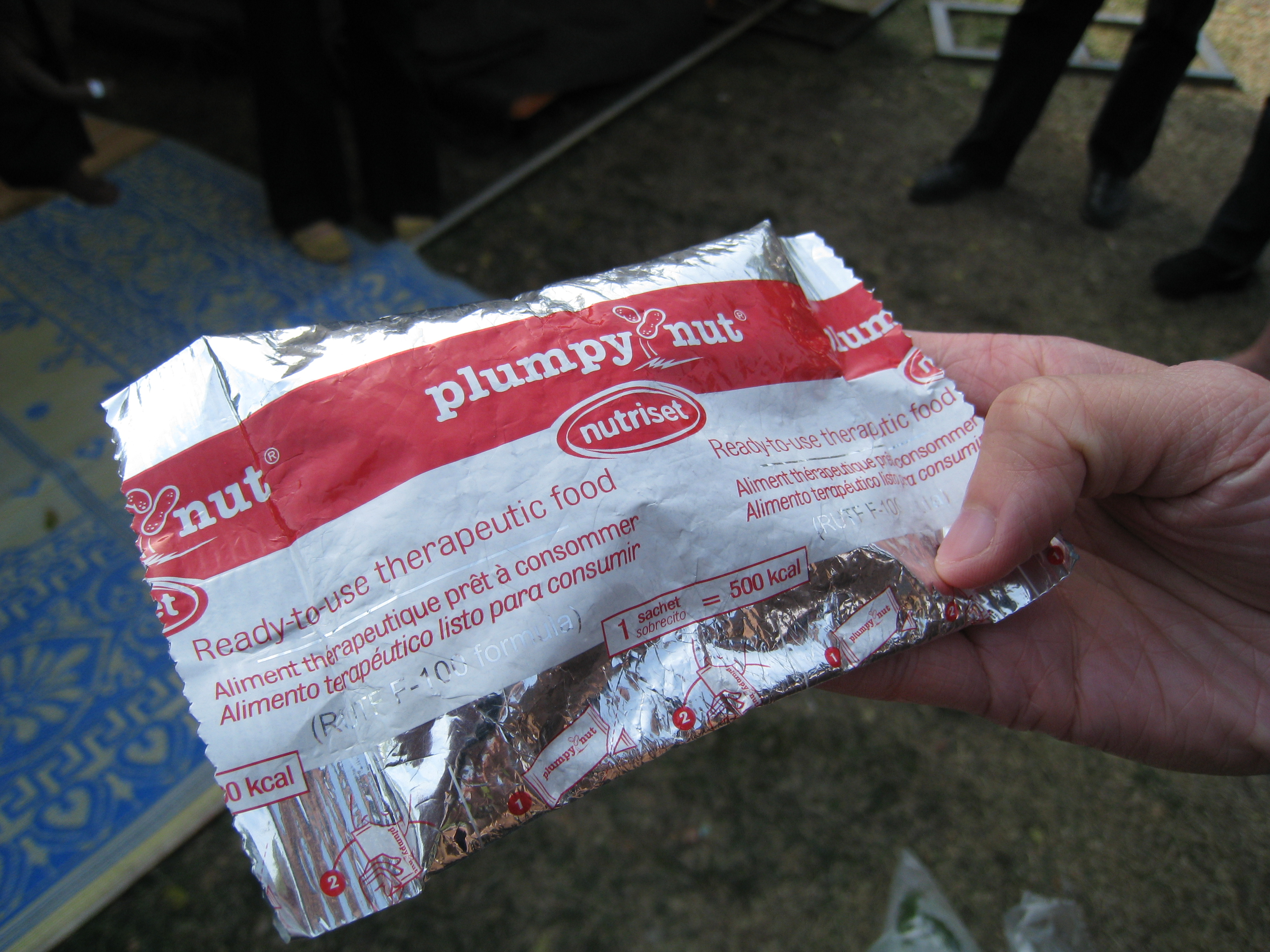
Plumpy'nut

Plumpy'nut är ett livsmedel baserat på jordnötter som används mot hungersnöd och blev känd 1999 genom den franska vetenskapsmannen André Briend.
Livsmedlet är en energirik pasta som är klar att användas utan att behövas späda ut eller tillreda i förväg och som görs på jordnötter med högt näringsvärde. Det paketeras i individuella förpackningar som distribueras till undernärda barn. Plumpy'nut har en smak som påminner om jordnötssmör fast något sötare. FAO klassificerar livsmedlet som ett terapeutiskt livsmedel klart för omedelbar användning.